# Station Libercourt
Station Libercourt is een spoorwegstation in de Franse gemeente Libercourt. Het ligt op de spoorlijn Parijs - Rijsel. Het station opende in 1865.